# Veikko Rantanen
Toivo Veikko Rantanen (ur. 5 stycznia 1932 w Sysmä, zm. 28 lutego 2014 w Heinoli) – fiński zapaśnik walczący w obu stylach. Dwukrotny olimpijczyk. Czwarty w Melbourne 1956, w kategorii do 73 kg w stylu klasycznym i czternasty w tej samej kategorii, w stylu wolnym. Zajął 23. miejsce w Rzymie 1960, w wadze 73 kg w stylu wolnym.
Piąty na mistrzostwach świata w 1955, szósty w 1959 roku.
Mistrz Finlandii w 1956, 1957 i 1958; drugi w 1954, 1955, 1960 i 1961; trzeci w 1959, w stylu klasycznym. Pierwszy w 1956, 1958, 1959, 1960, 1961, 1962, 1963, 1966 roku, w stylu wolnym.

## Letnie Igrzyska Olimpijskie 1956
| Konkurencja          | Rundy eliminacyjne        | Rundy eliminacyjne        | Rundy eliminacyjne      | Klas. końcowa |
| Konkurencja          | Przeciwnik I              | Przeciwnik II             | Przeciwnik III          | Miejsce       |
| -------------------- | ------------------------- | ------------------------- | ----------------------- | ------------- |
| 73 kg styl klasyczny | Władimir Maniejew (SUN) P | Siegfried Schäfer (DDR) Z | Miklós Szilvásy (HUN) Z | 4.            |

| Konkurencja      | Rundy eliminacyjne         | Klas. końcowa |
| Konkurencja      | Przeciwnik I               | Miejsce       |
| ---------------- | -------------------------- | ------------- |
| 73 kg styl wolny | Wachtang Balawadze (SUN) P | 14.           |

## Letnie Igrzyska Olimpijskie 1960
| Konkurencja      | Rundy eliminacyjne   | Klas. końcowa |
| Konkurencja      | Przeciwnik I         | Miejsce       |
| ---------------- | -------------------- | ------------- |
| 73 kg styl wolny | Åke Carlsson (SWE) P | 23.           |